# Парбізьке сільське поселення
Парбі́зьке сільське поселення (рос. Парбигское сельское поселение) — сільське поселення у складі Бакчарського району Томської області Росії.
Адміністративний центр — село Парбіг.
Населення сільського поселення становить 1942 особи (2019; 2412 у 2010, 3061 у 2002).
Станом на 2002 рік існували Кьонгинська сільська рада (село Кьонга, селища Гребенщиково, Центральний), Новобурківська сільська рада (село Нова Бурка, селище Веселий) та Парбізька сільська рада (село Парбіг, селища Кедровка, Середня Мохова).

## Склад
До складу сільського поселення входять:
| Населений пункт        | Населення, осіб (2002) | Населення, осіб (2010) |
| ---------------------- | ---------------------- | ---------------------- |
| Веселий, селище        | 0                      | -                      |
| Гребенщиково, селище   | 0                      | -                      |
| Кедровка, селище       | 147                    | 58                     |
| Кьонга, село           | 199                    | 115                    |
| Нова Бурка, село       | 417                    | 309                    |
| Парбіг, село           | 2241                   | 1900                   |
| Середня Мохова, селище | 52                     | 28                     |
| Хохловка, селище       | -                      | 2                      |
| Центральний, селище    | 5                      | -                      |